# Kyle O'Quinn
Kyle Brandon O'Quinn (Jamaica, Queens, Nueva York, 26 de marzo de 1990) es un exjugador de baloncesto estadounidense. Con 2,08 metros de estatura, jugaba en la posición de pívot.

## Trayectoria deportiva

### Universidad
Jugó durante cuatro temporadas con los Spartans de la Universidad Estatal de Norfolk, en las que promedió 12,4 puntos, 8,4 rebotes y 2,2 tapones por partido. Fue elegido en sus dos últimas años como mejor jugador defensivo de la Mid-Eastern Athletic Conference, y jugador del año en su temporada sénior, además de ser incluido en ambas ocasiones en el mejor quinteto de la conferencia. Recibió además este último año el Premio Lou Henson al mejor jugador universitario fuera de las grandes conferencias.

#### Estadísticas
| Año     | Equipo        | PJ  | PT | MPP  | %TC  | %3P  | %TL  | RPP  | APP | ROB | TPP | PPP  |
| ------- | ------------- | --- | -- | ---- | ---- | ---- | ---- | ---- | --- | --- | --- | ---- |
| 2008–09 | Norfolk State | 31  | 2  | 16.7 | .492 | .378 | .622 | 3.4  | .4  | .3  | .8  | 5.3  |
| 2009–10 | Norfolk State | 30  | 29 | 28.3 | .549 | .239 | .527 | 8.7  | .9  | .5  | 1.7 | 11.5 |
| 2010–11 | Norfolk State | 32  | 31 | 32.8 | .556 | .238 | .762 | 11.1 | 1.0 | .6  | 3.4 | 16.4 |
| 2011–12 | Norfolk State | 36  | 36 | 31.3 | .573 | .188 | .696 | 10.3 | 1.4 | .7  | 2.7 | 15.9 |
| Total   | Total         | 129 | 98 | 27.5 | .553 | .261 | .685 | 8.5  | .9  | .5  | 2.2 | 12.5 |

### Profesional

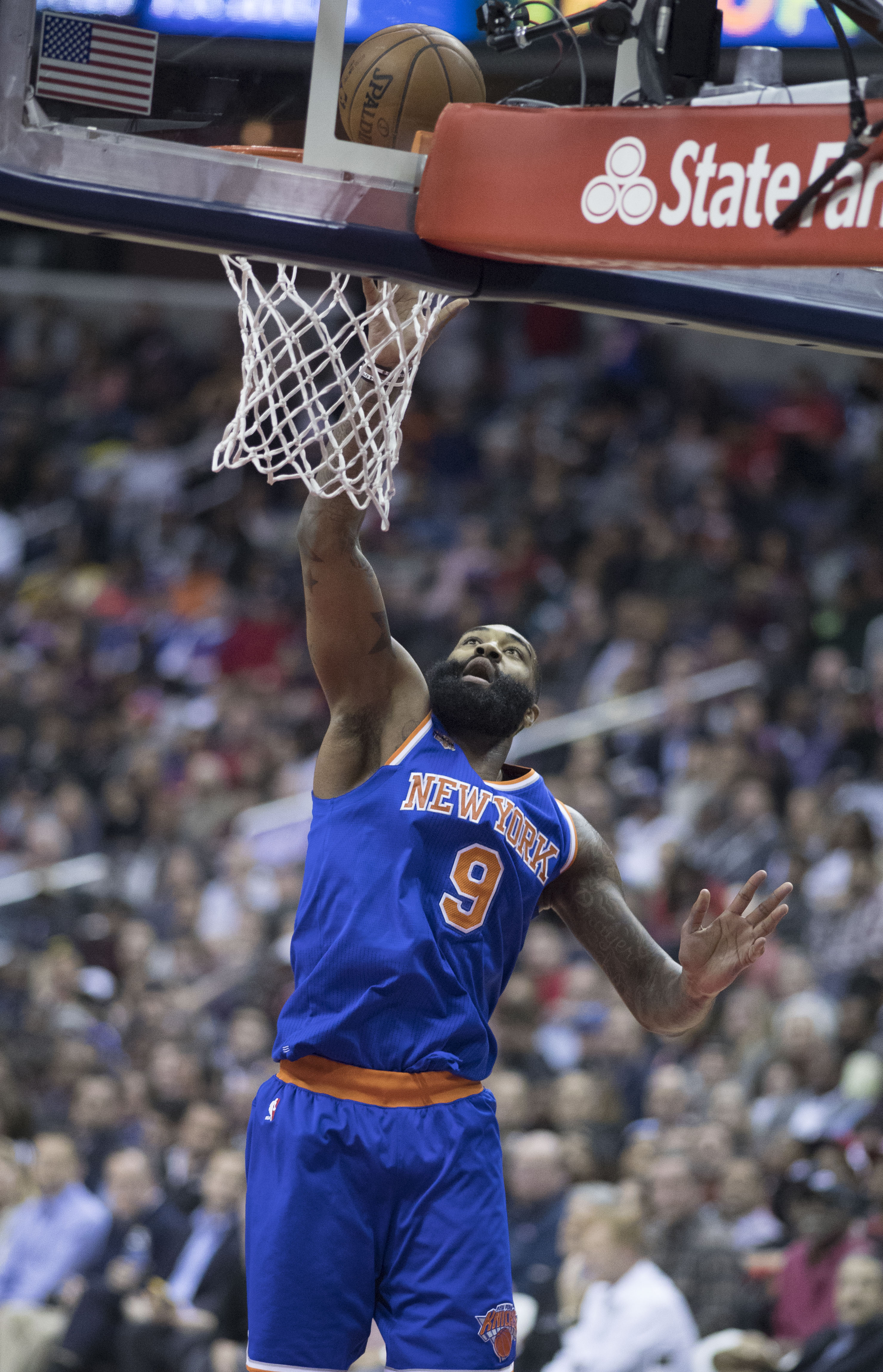
O'Quinn con los Knicks en 2017.

Fue elegido en la cuadragésimo novena posición del Draft de la NBA de 2012 por Orlando Magic. Debutó como profesional el 2 de noviembre ante Denver Nuggets.
Tras tres temporadas en Orlando, el 9 de julio de 2015, O'Quinn es traspasado a New York Knicks.
El 9 de julio de, 2018, O'Quinn firma por una temporada con Indiana Pacers.
El 1 de julio de 2019, firma con Philadelphia 76ers.
El 20 de enero de 2021, firma por el Fenerbahçe de la Türkiye 1. Basketbol Ligi. El 17 de junio, finaliza su contrato con el equipo turco.
El 2 de septiembre de 2021, firma por el Paris Basketball de la LNB Pro A.
De cara a la temporada 2022-23 se marcha a Japón a firmar con los SeaHorses Mikawa, pero tras 9 encuentros, el 16 de noviembre, es cortado. Más tarde, en diciembre, se une a los San-en NeoPhoenix para acabar la temporada.
El 24 de septiembre de 2023, firma con los Sichuan Blue Whales de la Chinese Basketball Association.

## Estadísticas de su carrera en la NBA

### Temporada regular
| Año     | Equipo       | PJ  | PT | MPP  | %TC  | %3P  | %TL  | RPP | APP | ROB | TPP | PPP |
| ------- | ------------ | --- | -- | ---- | ---- | ---- | ---- | --- | --- | --- | --- | --- |
| 2012-13 | Orlando      | 57  | 5  | 11.2 | .513 | .000 | .667 | 3.7 | .9  | .2  | .5  | 4.1 |
| 2013-14 | Orlando      | 69  | 19 | 17.2 | .501 | .000 | .687 | 5.3 | 1.1 | .6  | 1.3 | 6.2 |
| 2014-15 | Orlando      | 51  | 17 | 16.2 | .492 | .279 | .772 | 3.9 | 1.2 | .6  | .8  | 5.8 |
| 2015-16 | New York     | 65  | 1  | 16.2 | .476 | .227 | .767 | 3.8 | 1.1 | .3  | .8  | 4.8 |
| 2016-17 | New York     | 79  | 8  | 15.6 | .521 | .118 | .771 | 5.6 | 1.5 | .5  | 1.3 | 6.3 |
| 2017-18 | New York     | 77  | 10 | 18.0 | .582 | .235 | .772 | 6.1 | 2.1 | .5  | 1.3 | 7.1 |
| 2018-19 | Indiana      | 45  | 3  | 8.2  | .507 | .083 | .810 | 2.6 | 1.2 | .2  | .6  | 3.5 |
| 2019-20 | Philadelphia | 29  | 2  | 10.8 | .494 | .259 | .550 | 4.0 | 1.8 | .2  | .8  | 3.5 |
| Total   | Total        | 472 | 65 | 14.2 | .517 | .218 | .740 | 4.6 | 1.4 | .4  | 1.0 | 5.4 |

### Playoffs
| Año   | Equipo       | PJ | PT | MPP | %TC | %3P | %TL | RPP | APP | ROB | TPP | PPP |
| ----- | ------------ | -- | -- | --- | --- | --- | --- | --- | --- | --- | --- | --- |
| 2019  | Indiana      | 1  | 0  | 1.6 | —   | —   | —   | .0  | .0  | .0  | .0  | .0  |
| 2020  | Philadelphia | 1  | 0  | 5.7 | —   | —   | —   | 1.0 | 1.0 | .0  | .0  | .0  |
| Total | Total        | 2  | 0  | 3.6 | —   | —   | —   | .5  | .5  | .0  | .0  | .0  |